# Arqueomitologia
Arqueomitologia refere-se ao estudo da arqueologia , através da disciplina de mitologia. é uma abordagem desenvolvida por Marija Gimbutas e aplicado principalmente para países do Leste Europeu. Comentando, em The Oxford Handbook of the Archaeology of Ritual and Religion, Tõnno Jonuks escreveu "Apesar de sublinhar a importância da arqueologia e no uso de suas origens para uma extensão maior do que qualquer outra escola nos países Bálticos, estudos de arqueomitologia ainda são baseados sobre o folclore e a arqueologia tem sido usado de forma seletiva. A maior parte do material arqueológico que não puderam ser conciliados com o folclore foi deixada de fora e muitos fenômenos do passado religiões têm, assim, não foram discutidos, como eles não podem ser comparados com o folclore."